# 下仁田インターチェンジ
下仁田インターチェンジ（しもにたインターチェンジ）は、群馬県甘楽郡下仁田町にある上信越自動車道のインターチェンジである。立体Y型のインターチェンジ。
下仁田町と富岡市の境界付近にあるICで、下仁田町市街や南牧村、および多野郡上野村方面に向かうICとして利用される。上信越自動車道はこのIC以西で北に方向を変え、国道18号に向かう。

## 道路
- E18 上信越自動車道（4番）

## 接続する道路
- 国道254号

## 料金所
- ブース数：5

### 入口
- ブース数：2
  - ETC専用：1
  - ETC・一般：1

### 出口
- ブース数：3
  - ETC専用：1
  - 一般：2（うち1つは、精算機）

## 周辺
- 上信電鉄 南蛇井駅
- 上信電鉄 下仁田駅
- 道の駅しもにた
- マンナンライフ本社
- 富岡製糸場

## 下仁田バスストップ
この高速バス停留所は、IC外の道の駅しもにたにあるため、一旦インターチェンジの料金所を通過する。かつてはJA農産物直売所しもにた店（料金所より南西に約1km）の駐車場にあったが、同施設の閉鎖のため2017年5月31日運行分をもって移設された。

### 停車する路線
- 池袋 - 佐久・臼田線
- 池袋 - 軽井沢線
- 池袋 - 小諸・上田線

（以上、千曲三線）
富岡BS - 下仁田BS - 松井田BS

## アクセス
- 道の駅しもにた
  - 上野村乗合タクシー ： 富岡総合病院 - 道の駅しもにた - 上信電鉄下仁田駅前 - 上野村ふれあい館

## 隣
E18 上信越自動車道
(3)富岡IC - (4)下仁田IC - (5)松井田妙義IC